# Jezioro Sumite (gmina Wałcz)
Jezioro Sumite – jezioro w woj. zachodniopomorskim, w pow. wałeckim, w gminie Wałcz, leżące na terenie Pojezierza Wałeckiego. Jezioro położone jest ok. 1 km na wschód od wsi Nakielno.
Według urzędowego spisu opracowanego przez Komisję Nazw Miejscowości i Obiektów Fizjograficznych (KNMiOF) nazwa tego jeziora to Jezioro Sumite. W różnych publikacjach i na części map topograficznych jezioro to występuje pod nazwą Sumile. Jezioro znane jest także pod nazwami Zamieć lub Zamieć Nakielska.
Powierzchnia zwierciadła wody według różnych źródeł wynosi od 13,86 ha przez 15,0 ha do 16,9 ha.
Zwierciadło wody położone jest na wysokości 112,3 m n.p.m. lub 112,8 m n.p.m.. Średnia głębokość jeziora wynosi 3,9 m, natomiast głębokość maksymalna 7,9 m.
W północnej części jeziora znajduje się wyspa o powierzchni ok. 0,75 ha.
Przez jezioro przebiega szlak Wałeckiej pętli kajakowej – od wschodu jezioro połączone jest ciekiem z jeziorem Smolno Małe, a od północnego zachodu z jeziorem Bytyń Wielki.